# Министерство спорта и туризма Польши
Министерство спорта и туризма Польши было создано как Министерство спорта 23 августа 2005 года решением Совета Министров при тогдашнем премьер-министре Мареке Бельке.
Оно было переименовано 23 июля 2007 года, когда туризм был включен в список полномочий министерства.

## Цели
- Надзор спортивных клубов
- Вопросы, связанные со спортом
- Вопросы, связанные с туризмом

Контролируемый государством польский Союз спорта стал неотъемлемой частью министерства.